# تپه کنار صندل الف

تپه کنارصندل

تپه کنار صندل الف مربوط به دوران پیش از تاریخ ایران باستان است و در شهرستان جیرفت، روستای کنار صندل واقع شده و این اثر در تاریخ ۱ فروردین ۱۳۴۵ با شمارهٔ ثبت ۵۰۹ به‌عنوان یکی از آثار ملی ایران به ثبت رسیده‌است.

## کاوش‌ها
کاوش‌هایی در سال‌های ۲۰۰۷ و ۲۰۰۸ در منطقه جیرفت، دامان هلیل رود در کنار صندل به سرپرستی باستان‌شناس ایرانی، یوسف مجیدزاده انجام شده‌است. این اکتشافات، شگفتی‌های بزرگی را موجب شده‌است. یافتن گنجینه‌ای از تمدن ۵۰۰۰ ساله جیرفت که کهن تر از تمدن عیلامی بوده و در مدارک سومریان، از آن به نام آراتا و تمدنی بزرگ یاد شده‌است. به نظر یوسف مجیدزاده، این تمدن ممکن است از تمدن میان‌رودان و مصر نیز دیرین‌تر باشد.

## نگارخانه

خط نوشته رمزگشایی نشده یافته شده تمدن کهن جیرفت
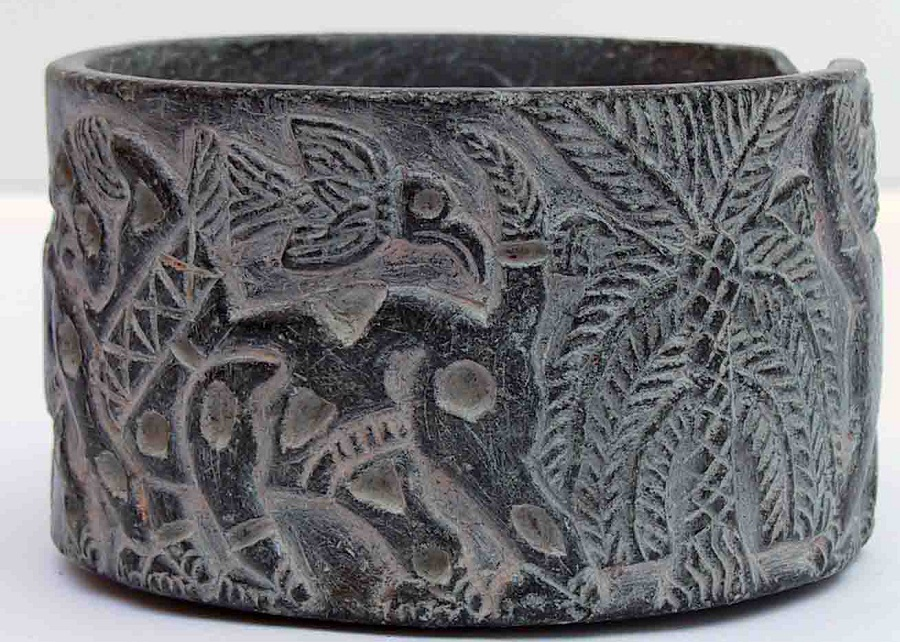
ظرف منقش سنگی
کار دستی تمدن کهن جیرفت
ظرف منقش به تصویر مار
ظرف تزیین شده تمدن کهن یافت شده
ظروف تزیین شده
خط نوشته بر روی سنگ
کارهای دستی تمدن کهن جیرفت
تپه کنارصندل و تصویر یوسف مجیدزاده باستان‌شناس
تپه کنارصندل
کار روی فلز
مجسمه عقاب